# Vaaletoa Sualauvi II
Vaʻaletoʻa Eti Sualauvi II (Samoa británica, 29 de abril de 1947) es el O le Ao o le Malo (Jefe de Estado) de Samoa, desde el 21 de julio de 2017. Ostenta el título de Tuimalealiʻifano desde 1977.
También ostenta los títulos de Tui Aʻana y Tamaʻaiga.

## Biografía
Miembro de la dinastía Tauaʻana, es bisnieto de uno de los líderes del Movimiento Mau, Tuimalealiʻifano Faʻaoloiʻi, y sobrino del miembro original del Consejo de los Diputados, Tuimalealiʻifano Suatipatipa II. Trabajó como abogado y previamente había sido Inspector-jefe de policía y profesor de enseñanza secundaria. Fue oficial de policía en Nueva Zelanda durante tres años. También prestó servicio como fiduciario público, abogado y procurador en la Corte Suprema de Samoa. Es diácono mayor y también predicador laico de la villa de Matautu Falelatai y ha predicado sermones en Australia y Nueva Zelanda para la Iglesia Congregacional Cristiana de Samoa. Fue miembro del Consejo de Diputados del Jefe del Estado desde 1993 hasta 2001, y posteriormente desde 2004. Fue elevado a O le Ao o le Malo el 21 de julio de 2017.

## Educación
Sualauvi II tiene una Licenciatura en Leyes por la Universidad Nacional Australiana y un Diploma en Estudios Teológicos por el Colegio Teológico Malua.